# Monica Zanoner
 Monica Zanoner, née le 14 avril 1999, est une  skieuse alpine italienne.

## Biographie
En 2020 à Narvik elle prend la 3e place de la descente des championnats du monde juniors.
En janvier 2022, elle obtient son premier podium en Coupe d'Europe en prenant la 3e place de la descente d'Orcières. Elle termine au 9e rang du classement général de la discipline. Fin mars elle prend la 4e place des championnats d'Italie en super G et la 5e en descente, à Bardonnèche.
En mars 2023 elle est sacrée championne d'Italie de descente à La Thuile.
En janvier 2024, il se fracture le fémur dans la seconde descente de coupe d'Europe d'Orcières-Merlette et met fin à sa saison.

## Palmarès

### Coupe du monde
- 7 épreuves disputées (à fin mars 2025)

### Championnats du monde juniors
| Épreuve / Édition    | Descente | Super G | Slalom géant | Slalom | Combiné | Team event |
| Mondiaux 2020 Narvik | Bronze   | 12e     | -            | annulé | Abandon | annulée    |

### Coupe d'Europe
8 top dix dont 1 podium :
- 3e place en descente le 13 janvier 2022 à Orcières.

#### Classements
| Saison / Épreuve | Saison / Épreuve | Général | Général | Descente | Descente | Super G | Super G | Slalom géant | Slalom géant | Slalom | Slalom | Combiné | Combiné |
| ---------------- | ---------------- | ------- | ------- | -------- | -------- | ------- | ------- | ------------ | ------------ | ------ | ------ | ------- | ------- |
| Saison / Épreuve | Saison / Épreuve | Class.  | Points  | Class.   | Points   | Class.  | Points  | Class.       | Points       | Class. | Points | Class.  | Points  |
| 2022             | 2022             | 20e     | 309     | 9e       | 259      | 18e     | 50      | -            | -            | -      | -      | -       | -       |
| 2023             | 2023             | 37e     | 222     | 29e      | 47       | 20e     |         | 13e          | 175          | -      | -      | -       | -       |